# Phytodietus syzeuctinus
Phytodietus syzeuctinus är en stekelart som beskrevs av André Seyrig 1932. Phytodietus syzeuctinus ingår i släktet Phytodietus och familjen brokparasitsteklar. Inga underarter finns listade i Catalogue of Life.